# Der Herr der Welt (1934)
Der Herr der Welt ist ein deutscher Science-Fiction-Film aus dem Jahr 1934 von Harry Piel mit Walter Janssen, Sybille Schmitz, Siegfried Schürenberg sowie Walter Franck in einer Schurkenrolle.

## Handlung
Der Maschinenfabrikant Dr. Erich Heller ist ein humanistisch ausgerichteter Visionär, der von der Technisierung der Arbeitswelt eine allumfassende Verbesserung der Lebensumstände für die Arbeiterschaft erhofft. Besonders in den Bergwerken, wo die Minenarbeiter oftmals hochgradig gefährliche und körperlich stark fordernde Arbeit verrichten, möchte er seine „Maschinenmenschen“, seine Roboter, eingesetzt wissen. In seinem fähigsten Wissenschaftler Professor Wolf sieht Heller (irrtümlicherweise) den wichtigsten Unterstützer für seine Vision einer „besseren Arbeitswelt“. Wie kann der Unternehmer ahnen, dass Wolf längst seine eigenen todbringenden Pläne verfolgt, mit denen er die Weltherrschaft erringen möchte: er will den „Überroboter“ schaffen, die todbringende unbesiegbare „Kampfmaschine“.
Auf dem Heimflug von einer Geschäftsreise begeistert Heller den Bergwerksingenieur Werner Baumann mit seiner Vision: Die Menschheit soll teilhaben am Fortschritt der Technik, Mensch und Maschine sollen zu einer Einheit verschmelzen, die dem Menschen nutzen würde. Danach trennen sich ihre Wege. Kaum ist Baumann wieder auf seiner Zeche Ehrenberg angekommen, da ereignet sich dort ein verheerendes Unglück. Durch Schlagwetter sterben zahlreiche Bergleute. Dr. Heller wird derweil in sein Werk gerufen: Wolf experimentiert wieder, und Heller glaubt, dass seinem besten Mann der Durchbruch zu gelingen scheint. Doch Wolf ist ein skrupelloser Fanatiker. Stolz führt er dem Werkseigner seinen neuen Superroboter vor. Als Heller, der sich entsetzt über Wolfs missbräuchlichen Forschungsaktivitäten zeigt, sich dem Roboter zu sehr nähert, wird er von dessen tödlichen Strahlen getroffen. Der Mord wird von Wolf als „tragischer Betriebsunfall“ deklariert.
Wolf glaubt sich am Ziel seiner Machtpläne und versucht Hellers Witwe Vilma dazu zu überreden, ihm bei seinen Experimenten fortan völlig freie Hand zu lassen. Die junge Frau lernt derweil während eines Urlaubs Baumann kennen, und er besucht sie gelegentlich. Baumann plagen durch Hellers Produkte große Sorgen. Die Zeche wurde auf Maschinenbetrieb umgestellt, viele Bergleute sind durch den Einsatz der Roboter arbeitslos geworden. Baumann will mit Vilma sprechen, um diese von ihrem Vorhaben abzubringen, die Firma ihres verstorbenen Gatten Wolf zu übereignen. Zwischen Baumann und Wolf kommt es im Labor zu einer schweren Auseinandersetzung, da Baumann klar wird, dass Wolfs Maschinen die Menschen ausbeuten und sein Superroboter etwaige Aufruhre niederringen sollen. Diesmal treffen die gefährlichen Strahlen Baumann, der zu Boden sinkt. Vilma, die ihn liebt, kann ihn jedoch noch retten, während Wolf Opfer seines ungehemmten Maschinenmonsters wird. Im großen Showdown wird das Labor des Unheils zerstört, der Superroboter zerstört alles um ihn herum und schließlich sich selbst. Vilma und Baumann beschließen den Wiederaufbau der Heller-Werke, die aber diesmal ganz im Sinne Erich Hellers ausschließlich dem Nutzen der arbeitenden Menschen dienen sollen. Teile des Gewinns aus dem Maschinenbauverkauf sollen zukünftig zum Wohle entlassener Arbeiter eingesetzt werden.

## Produktionsnotizen
Der Herr der Welt entstand von Mitte Mai bis Mitte Juni (Atelieraufnahmen) sowie Mitte Juli (Außenaufnahmen) 1934 und ist Piels einzige Tonfilmregie, in der er nicht mitwirkte. Der Film orientierte sich an Motiven dreier Piel-Stummfilme: Die große Wette (1915), Das Geheimnis von D.14 (1915) und Rivalen (1923). Drehorte waren Berlin, der Wannsee und das Steinkohlebergwerk Barsinghausen.
Der Film passierte die Zensur am 10. August 1934, wurde für die Jugend freigegeben und erhielt das Prädikat „künstlerisch“. Die Uraufführung erfolgte einen Tag später in Berlins UFA-Palast am Zoo.
Die Bauten wurden von Willi A. Herrmann gestaltet, die Standfotos schoss Eigil Wangøe. Eugen Hrich zeichnete für den Ton verantwortlich. Die musikalische Leitung hatte der Komponist und Dirigent Fritz Wenneis. Die Produktionsleitung lag bei Ludwig Behrends, Conrad Flockner war einer von zwei Aufnahmeleitern und diente überdies als Produktionsassistent.

## Kritiken
Im Neuigkeits-Welt-Blatt heißt es: „Der Film ‚Der Herr der Welt‘ geht frisch und fröhlich an gewaltige Zeitfragen heran. (…) Harry Piel, der Regisseur, stellt sich die Aufgabe, das Paradies auf Erden herzustellen, ein wenig zu leicht vor. Filmisch betrachtet, ist der Film eine sehenswerte Arbeit. Besonders die technischen Einzelheiten sind – keine Kleinigkeit – durchaus glaubwürdig und interessant.“
Die Wiener Neueste Nachrichten berichteten in der Ausgabe vom 20. November 1934. Dort heißt es auf Seite 7: „Der Regie als solcher kann auch bei diesem Film kaum Böses nachgesagt werden. Auf Spannung und Tempo hält Harry Piel bekanntlich große Stücke. Die Darstellung, besonders der Hauptrollen, ist eindrucksvoll. Wohltuend überstrahlt alle Schauder der Handlung die vornehme Erscheinung Sybille Schmitz‘, die hier als Industriellengattin zu fesseln weiß. Recht sympathisch auch Siegfried Schürenbergs von Energie und Idealismus beseelter Bergingenieur und Walter Janssen als ebenso gesinnter Unternehmer. Einprägsam Walter Francks Unheil verkündende Dämonie.“
Die Österreichische Film-Zeitung schrieb: „Harry Piel hat mit diesem … Film einen Beweis seiner im Technischen äußerst gestaltungsfähigen Phantasie abgelegt.“
In der New York Times war in der Ausgabe vom 16. Dezember 1935 anlässlich der US-amerikanischen Erstaufführung Folgendes zu lesen: „Mit reichlicher Präsentation von tatsächlichen wie pseudo-wissenschaftlichen Maschinen und jedweder Art von möchtegernskurrilen Darbietungen von Todesstrahlen und komplizierten elektrischen Gerätschaften wird die Problematik der technologisch bedingten Arbeitslosigkeit vorgestellt – und gelöst – in ‚Der Herr der Welt‘. (…) Es scheint, dass das, was sämtliche Schöpfer von arbeiteinsparenden Maschinen lediglich beachten müssen, Folgendes ist: Einfach vorzuschreiben, dass die Käufer den verdrängten Arbeitern Jobs an den Schalthebeln geben müssten, mit denen sie fortan dann die Funktion ihrer Roboternachfolger beaufsichtigen. Wenigsten ist dies hier das glückliche Ende dieser nicht allzu aufregenden Produktion, die sich vor allem durch die ausgezeichnete Schauspielkunst von Walter Franck in der Rolle des halbverrückten Erfinders auszeichnet…“
Oskar Kalbus schrieb 1935:

„Harry Piel hat sich an Löwen und Tiger herangetraut, warum sollte er sich nicht an einen der schwierigsten und größten Probleme des 20. Jahrhunderts heranwagen: an das Problem der Roboter, der Menschen aus Eisen und Stahl, die von elektrischen Wellen gelenkt, mit gepanzerten Fäusten der Arbeiter Werk tun. Eine technische Vision! (…) Die großen technischen Aufgaben und Probleme, die sich Piel hier gestellt hat, hat er leider nicht lösen können, weil er in den Fehler verfallen ist, zuviel moderne Probleme auf einmal lösen zu wollen. Piel hat es nicht fertiggebracht, die ganze Handlung des Films und seine ethische Haltung von der Maschine aus zu sehen, deren Überwindung ja das Ethos unserer Zukunft ist. So ist der gut gemeinte Film schließlich eine ‚Melange‘ geworden, die nicht bis zur Filmkunst vordringt. Großartig bleiben deshalb doch die Bilder von der Wucht der Romantik und des Spukhaften moderner Technik, etwa die Bergwerkskatastrophe und manche anderen sensationellen Effekte.“